# Фомин, Даниил Дмитриевич
Дании́л Дми́триевич Фоми́н (2 марта 1997, Тихорецк, Краснодарский край, Россия) — российский футболист, полузащитник московского «Динамо» и сборной России.

## Карьера

### Клубная
Воспитанник клуба «Краснодар». 7 октября 2014 года в игре против армавирского «Торпедо» дебютировал за «Краснодар-2», а всего провёл более 50 матчей за дубль команды в первенстве ПФЛ. За основной состав «Краснодара» сыграл одну игру в Кубке России, 21 сентября 2016 года против нальчикского «Спартака».
В 2017—2019 годах выступал за «Нижний Новгород», сыграл 62 матча и забил 6 голов в первенстве ФНЛ. В конце сезона 2018/19 участвовал в переходных матчах за выход в премьер-лигу против «Крыльев Советов» и стал автором обоих голов своего клуба, но в итоге нижегородцы уступили (1:3, 1:0).
Летом 2019 года перешёл в клуб «Уфа». 13 июля в дебютном матче против «Урала» забил гол, реализовав пенальти.
3 августа 2020 года перешёл в московское «Динамо», подписав контракт сроком на пять лет. В сентябре 2024 года продлил контракт с клубом до лета 2029 года.

### В сборной
Выступал за юношескую и молодёжную сборные России. 31 мая 2017 года забил гол в товарищеском матче с молодёжной сборной Беларуси (7:0).
В 2019 году был внесён в расширенный состав сборной России в квалификации чемпионата Европы по футболу 2020 против сборных Бельгии и Сан-Марино, но на поле не появился. Дебютировал за сборную 11 октября 2020 года в матче Лиги наций 2020/21 против сборной Турции (1:1), выйдя на замену вместо Андрея Мостового на 90-й минуте встречи. 12 ноября в товарищеской игре (0:0) с Молдовой впервые вышел в сборной в стартовом составе.

## Статистика

### Клубная
| Клуб              | Сезон            | Лига             | Лига | Лига | Кубки | Кубки | Еврокубки | Еврокубки | Прочие | Прочие | Всего | Всего |
| Клуб              | Сезон            | Дивизион         | Игры | Голы | Игры  | Голы  | Игры      | Голы      | Игры   | Голы   | Игры  | Голы  |
| ----------------- | ---------------- | ---------------- | ---- | ---- | ----- | ----- | --------- | --------- | ------ | ------ | ----- | ----- |
| Краснодар         | 2016/17          | РФПЛ             | 0    | 0    | 1     | 0     | 0         | 0         | —      | —      | 1     | 0     |
| Краснодар         | Итого            | Итого            | 0    | 0    | 1     | 0     | 0         | 0         | —      | —      | 1     | 0     |
| → Краснодар-2     | 2014/15          | ПФЛ              | 9    | 1    | —     | —     | —         | —         | —      | —      | 9     | 1     |
| → Краснодар-2     | 2015/16          | ПФЛ              | 20   | 2    | —     | —     | —         | —         | —      | —      | 20    | 2     |
| → Краснодар-2     | 2016/17          | ПФЛ              | 24   | 4    | —     | —     | —         | —         | —      | —      | 24    | 4     |
| → Краснодар-2     | Итого            | Итого            | 53   | 7    | —     | —     | —         | —         | —      | —      | 53    | 7     |
| → Нижний Новгород | 2017/18          | ФНЛ              | 31   | 3    | 3     | 0     | —         | —         | —      | —      | 34    | 3     |
| → Нижний Новгород | 2018/19          | ФНЛ              | 31   | 3    | 3     | 0     | —         | —         | 2      | 2      | 36    | 5     |
| → Нижний Новгород | Итого            | Итого            | 62   | 6    | 6     | 0     | —         | —         | 2      | 2      | 70    | 8     |
| Уфа               | 2019/20          | РПЛ              | 27   | 6    | 2     | 0     | —         | —         | —      | —      | 29    | 6     |
| Уфа               | Итого            | Итого            | 27   | 6    | 2     | 0     | —         | —         | —      | —      | 29    | 6     |
| Динамо (Москва)   | 2020/21          | РПЛ              | 29   | 6    | 2     | 1     | 1         | 0         | —      | —      | 32    | 7     |
| Динамо (Москва)   | 2021/22          | РПЛ              | 29   | 10   | 6     | 2     | —         | —         | —      | —      | 35    | 12    |
| Динамо (Москва)   | 2022/23          | РПЛ              | 28   | 5    | 10    | 0     | —         | —         | —      | —      | 38    | 5     |
| Динамо (Москва)   | 2023/24          | РПЛ              | 9    | 0    | 3     | 2     | —         | —         | —      | —      | 12    | 2     |
| Динамо (Москва)   | Итого            | Итого            | 95   | 21   | 21    | 5     | 1         | 0         | —      | —      | 117   | 26    |
| Всего за карьеру  | Всего за карьеру | Всего за карьеру | 237  | 40   | 30    | 5     | 1         | 0         | 2      | 2      | 270   | 47    |

### В сборной
| №   | Дата             | Оппонент    | Счёт | Голы | Соревнование             |
| --- | ---------------- | ----------- | ---- | ---- | ------------------------ |
| 1.  | 11 октября 2020  | Турция      | 1:1  | —    | Лига наций 2020/21       |
| 2.  | 12 ноября 2020   | Молдова     | 0:0  | —    | Товарищеский матч        |
| 3.  | 15 ноября 2020   | Турция      | 2:3  | —    | Лига наций 2020/21       |
| 4.  | 24 марта 2021    | Мальта      | 3:1  | —    | Отборочные матчи ЧМ-2022 |
| 5.  | 8 октября 2021   | Словакия    | 1:0  | —    | Отборочные матчи ЧМ-2022 |
| 6.  | 11 октября 2021  | Словения    | 2:1  | —    | Отборочные матчи ЧМ-2022 |
| 7.  | 11 октября 2021  | Кипр        | 6:0  | —    | Отборочные матчи ЧМ-2022 |
| 8.  | 14 ноября 2021   | Хорватия    | 0:1  | —    | Отборочные матчи ЧМ-2022 |
| 9.  | 24 сентября 2022 | Кыргызстан  | 2:1  | —    | Товарищеский матч        |
| 10. | 17 ноября 2022   | Таджикистан | 0:0  | —    | Товарищеский матч        |
| 11. | 20 ноября 2022   | Узбекистан  | 0:0  | —    | Товарищеский матч        |
| 12. | 23 марта 2023    | Иран        | 1:1  | —    | Товарищеский матч        |
| 13. | 26 марта 2023    | Ирак        | 2:0  | —    | Товарищеский матч        |
| н/о | 12 сентября 2023 | Катар       | 1:1  | —    | Товарищеский матч        |

Итого: 13 матчей / 0 голов; 6 побед, 5 ничьих, 2 поражения.

## Достижения

### Командные
Краснодар-2
- Бронзовый призёр зоны «Юг» Первенства ПФЛ: 2015/16

«Динамо» (Москва)
- Бронзовый призёр чемпионата России: 2021/22, 2023/2024
- Финалист Кубка России: 2021/22

### Личные
- В списках 33 лучших футболистов чемпионата России: № 3 (2021/22)
- «Футбольный джентльмен года в России»: 2022

## Личная жизнь
Отец — Дмитрий Фомин, тренер.